# シンフォニー (NPO)
特定非営利活動法人シンフォニー（とくていひえいりかつどうほうじんシンフォニー）は兵庫県尼崎市の特定非営利活動法人（NPO法人 兵庫県知事認証）である。

## 概要
1995年1月の阪神・淡路大震災で被災した尼崎市を中心とした北摂・阪神間地域の被災地の仮設住宅居住者の高齢者らの生活支援・家庭訪問を中心にしたボランティア活動がきっかけで設立された。その後、北摂・阪神間の地域交流の促進を目指すため、高齢者や主婦を対象としたパソコンインストラクターの研修会や新規のNPO設立・運営の支援事業、また近年地域交流促進の新しいビジネスモデルとして注目されるコミュニティ・ビジネスの支援事業を行っている。
そのほか、阪神電鉄尼崎駅前にある尼崎市労働福祉会館の指定管理者や、兵庫県からの委託事業「生きがいしごとサポートセンター阪神南UN」の事業運営を行っている。